# 巴爾恰鄉
45°45′N 27°28′E / 45.750°N 27.467°E
巴爾恰鄉（羅馬尼亞語：Comuna Barcea, Galați），是羅馬尼亞的鄉份，位於該國東部，由加拉茨縣負責管轄，面積61平方公里，海拔高度29米。

## 人口相关
2007年人口6,222，人口密度每平方公里102人。